# Boeing Y1B-20
El Boeing Y1B-20 (Boeing 316) fue diseñado como una mejora del estadounidense Boeing XB-15 (el Y1 indica una fuente de financiación fuera de la asignación de año fiscal normal). 

## Diseño y desarrollo
Era ligeramente mayor que su predecesor, y estaba destinado a usar motores mucho más potentes. Fue presentado al Ejército a principios de 1938, y se emplazaron dos órdenes de producción poco después. Las órdenes fueron anuladas antes de que comenzara la construcción.
A pesar de su cancelación, los XB-15 e Y1B-20 sentaron las bases del Boeing B-29 Superfortress.

## Especificaciones (según diseño)

### Características generales
- Tripulación: Diez
- Longitud: 33,3 m (109,3 ft)
- Envergadura: 47,8 m (156,8 ft)
- Altura: 7,1 m (23,3 ft)
- Peso vacío: 39 700 kg (87 498,8 lb)
- Peso cargado: 41 500 kg (91 466 lb)
- Peso máximo al despegue: 47 700 kg (105 130,8 lb)
- Planta motriz: 4× motor radial de catorce cilindros refrigerado por aire y con caja reductora Wright GR-2600-A73.
  - Potencia: 1000 kW (1379 HP; 1360 CV) cada uno.

### Rendimiento
- Velocidad máxima operativa (Vno): 415 km/h (258 MPH; 224 kt)
- Velocidad crucero (Vc): 389 km/h (242 MPH; 210 kt)
- Alcance: 6400 km (3456 nmi; 3977 mi)
- Potencia/peso: 97 W/kg (0,059 hp/lb)

### Armamento
- Ametralladoras: 

  - 3 de 7,62 mm
  - 4 de 12,7 mm
- Bombas: 

  - 6620 kg

## Aeronaves relacionadas

### Desarrollos relacionados
- Boeing XB-15

### Aeronaves similares
- Douglas XB-19
- Martin XB-16
- B-29 Superfortress

### Secuencias de designación
- Secuencia Numérica (interna de Boeing): ← 306 - 307 - 314 - 316 - 344 - 345 - 367 →
- Secuencia B-_ (Bombarderos del USAAC/USAAF/USAF, 1926-1962): ← B-17 - B-18 - B-19 - B-20 - B-21 - B-22 - B-23 →